# Filip Cíl
Filip Cíl (* 4. ledna 1989 Praha) je český herec. Narodil se do umělecké rodiny. Od dětství byl členem folklórního souboru. Studoval mezinárodní konzervatoř. Hynek Bočan Filipa vybral v castingu do role Maděrova syna v seriálu Zdivočelá země (1997). V roce 2007 si ho vybral režisér Jiří Strach do pohádky Tři životy (2007), kde ztvárnil roli Vítka. V době studií účinkoval v televizním filmu Kanadská noc (2008) v režii Zdeňka Zelenky; hrál jednu z hlavních rolí vedle Dagmar Havlové a Viktora Preisse.
Moderuje Studio Kamarád s Tomášem Kůgelem. Ve Studiu Kamarád také vystupoval v cyklu Za písničku, ve kterém putuje po Čechách a Moravě a za písničku se od dědů a babiček učí starým řemeslům, na která by se mohlo zapomenout. V roce 2019 chvíli hrál v pořadu Kouzelná školka, po kratší pauze se k pořadu vrátil a 30. 6. 2020 natočil poslední díl Kouzelné školky před odmlkou.

## Filmografie

### Filmy
- Probudím se včera (2012) – Aleš Mikulík (18 let)
- Vrásky z lásky (2012) – kluk s vodkou
- Poslední z Aporveru (nedokončeno) – Rybli

### Televizní filmy
- Tři životy (2007) – Vítek
- Kanadská noc (2008) – Jan
- BrainStorm (2008) – Dany
- Dilino a čert (2009) – Dilino
- První krok (2009)
- Ďáblova lest (2009)
- Vodník a Karolínka (2010) – Jonáš
- Listopad (2010)
- Bludičky (2010) – Adam (3 díly)
- Setkání s hvězdou: Jana Hlaváčová (2011)
- Šťastný smolař (2012) – Filip
- Pérák (2013)
- Listopad (2014)
- Bony a klid 2 (2014)
- Johančino tajemství (2015) – princ
- Decibely lásky (2016)

### Televizní seriály
- Zdivočelá země (1997) – Dan Maděra
- Ulice (2005)
- Ordinace v růžové zahradě (2005) – epizodní role, feťák
- Ďáblova lest (2008) – novic Pavel
- První krok (2009) – Tomáš Doubrava (13 dílů)
- Ach, ty vraždy! (2010) – Franta (1 díl)
- Svatby v Benátkách (2014)
- Modrý kód (2017) – Jan Čermák

### Pořady
- Studio Kamarád – moderátor (od roku 2012)
- Kouzelná školka Filip – se skřítkem Fanynkou (2019, 2020), Filip – se skřítkem Františkem (od 1. 9. 2023)